# 阪急900形電車

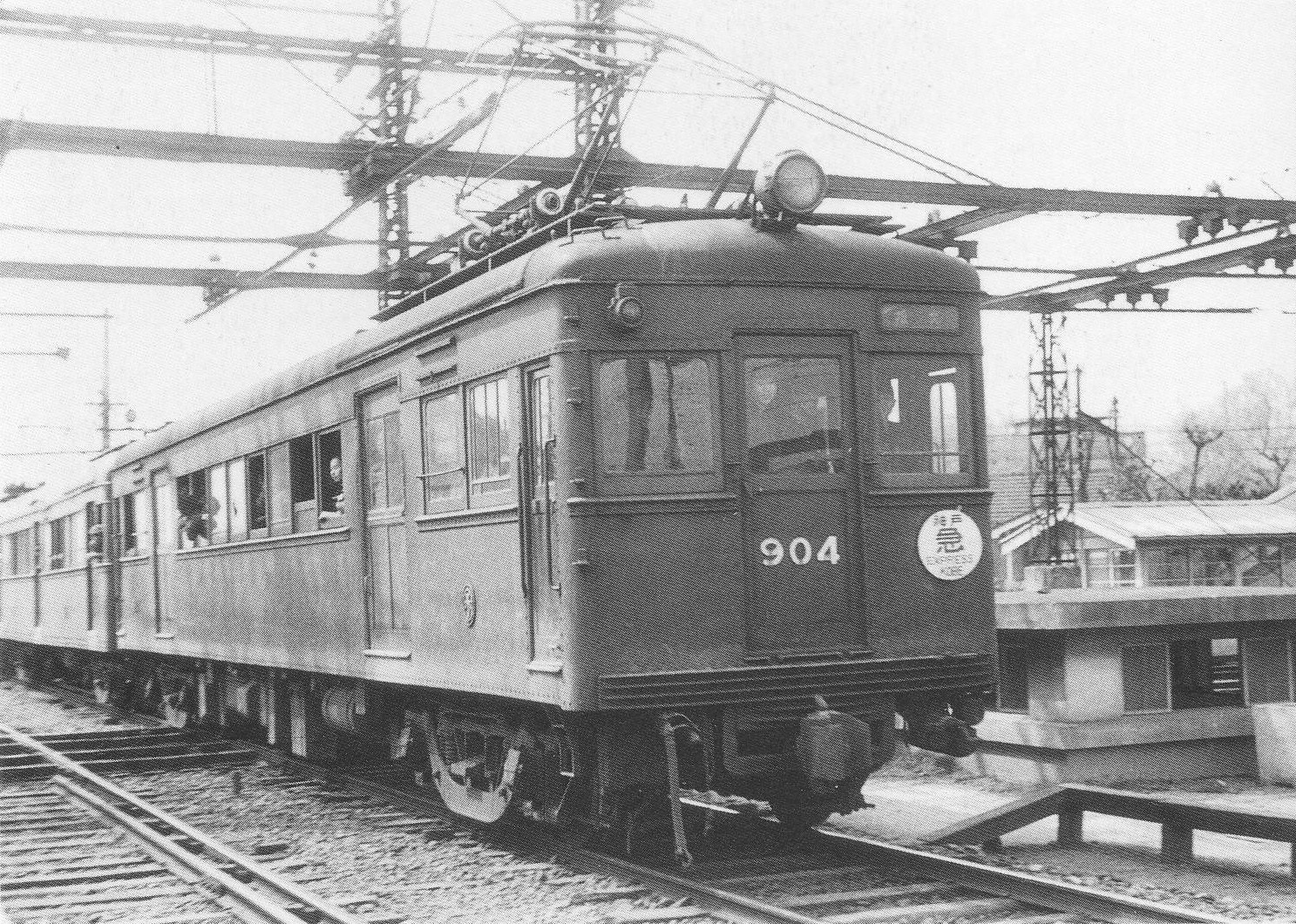
904　1947年 西宮北口駅

阪急900形電車（はんきゅう900がたでんしゃ）は、阪神急行電鉄が1930年に導入し、京阪神急行電鉄を経て阪急電鉄に在籍した電車である。神戸線の特急用車両として20両が製造された。その後現在に至る阪急の車両設計の基礎となった車両であるとともに、続いて登場した920系と並ぶ、昭和戦前期の阪急および関西私鉄を代表する車両のひとつである。

## 導入の経緯
1920年に梅田 - 上筒井間で開通した阪神急行電鉄の神戸本線は、直線が主体で高速運転に適した線形であった。当時の阪神間には鉄道省の東海道本線と阪神電気鉄道の路線が並行していたが、主な競争相手は阪神電鉄で、駅数と曲線の多い阪神に対して阪急は高速運転で対抗した。神戸線開業時の51形に続いて阪急初の半鋼製車500形、日本初の本格的全鋼製車600形を導入するなど、安全性の向上と車両の大型化・高速化が図られた。
ライバル路線の改良が進むと、阪急が持っている阪神間最速路線という優位性を失い、神戸側ターミナルの場所の悪さを補うことが困難になることが予想されたことから、更なる対応を検討することとなった。具体的には600形の投入に引き続き特急列車の運転への準備が進められ、1928年3月には608-807-609の3両編成に定員乗車と同じ重さの荷重を搭載して、特急運転を想定した試運転を実施した。試運転は阪神間で西宮北口駅のみ停車の場合と、同駅に十三駅及び塚口駅を加えた3駅停車の2種類で実施され、所要時間は30〜32分を要した。同年11月には特急用車両設計の参考の一助として、600・800形のうち608-806-609の3両編成1本を固定式クロスシートに改造している。
しかし、600形は重量が約28tと重い割には出力が78kWと低く、電動車の600形と制御車の800形で2両編成を組むことは困難で、前述のような3両編成か、600形1両による単行で運行されていた。この頃になると鋼製車両の製造技術も進んで頑丈だけでなく軽量化に留意した設計ができるようになっていたことや、電車向けの高出力モーターが製造されるようになったことから、将来想定される特急運転の開始時には600形を増備するのではなく、新しいコンセプトで車両を製造し、その新形式をもって特急運用に充当することとなった。

## 概要
両運転台の全鋼製電動車として、1930年3月に900〜919の20両が川崎車輛で製造された。特急用車両として製造されたことから、車体内外について大幅な設計の見直しが行われ、それまでに製造された車両とは一線を画したスタイルや性能を持った車両として登場した。

### 車体

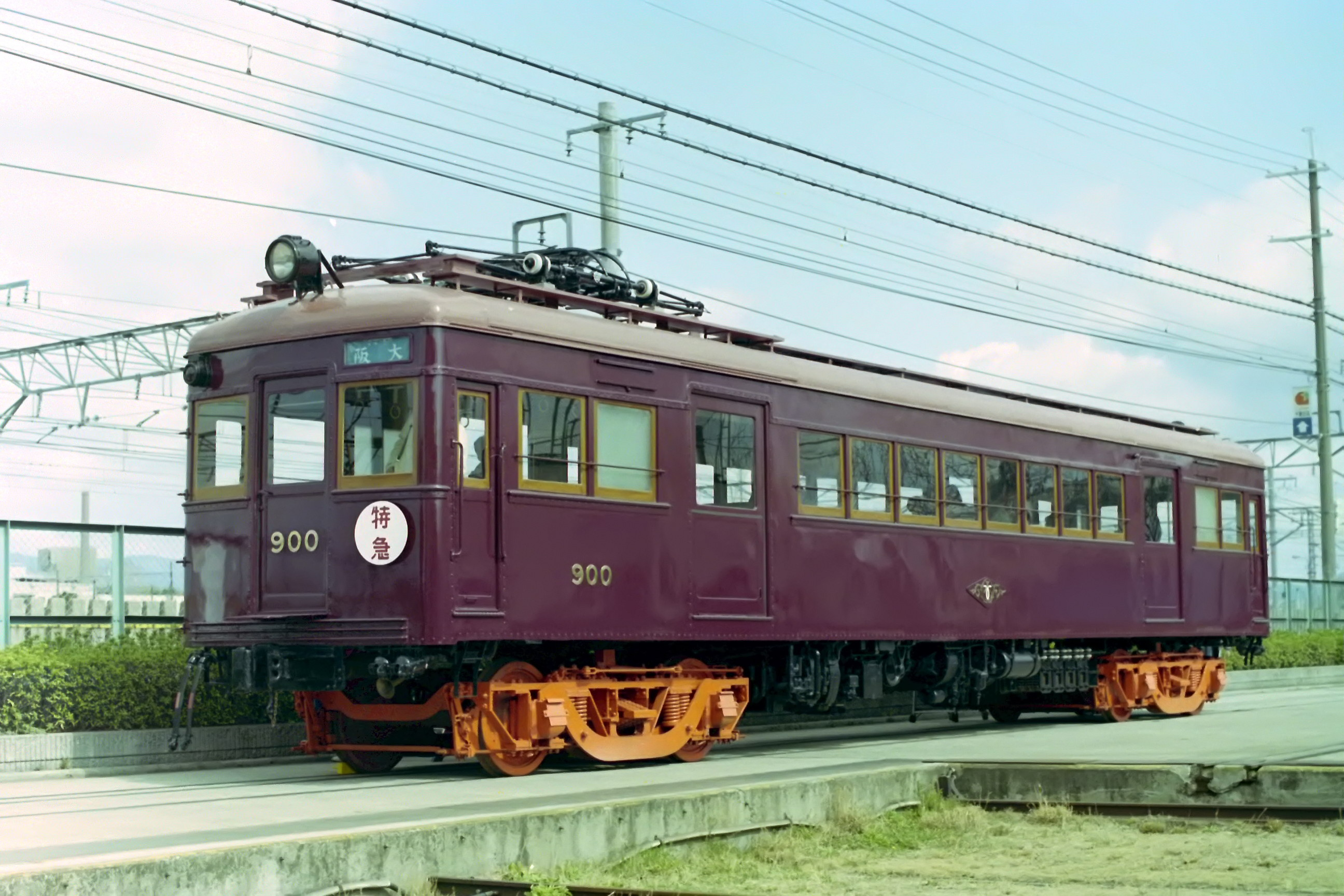
保存車900　正雀工場にて

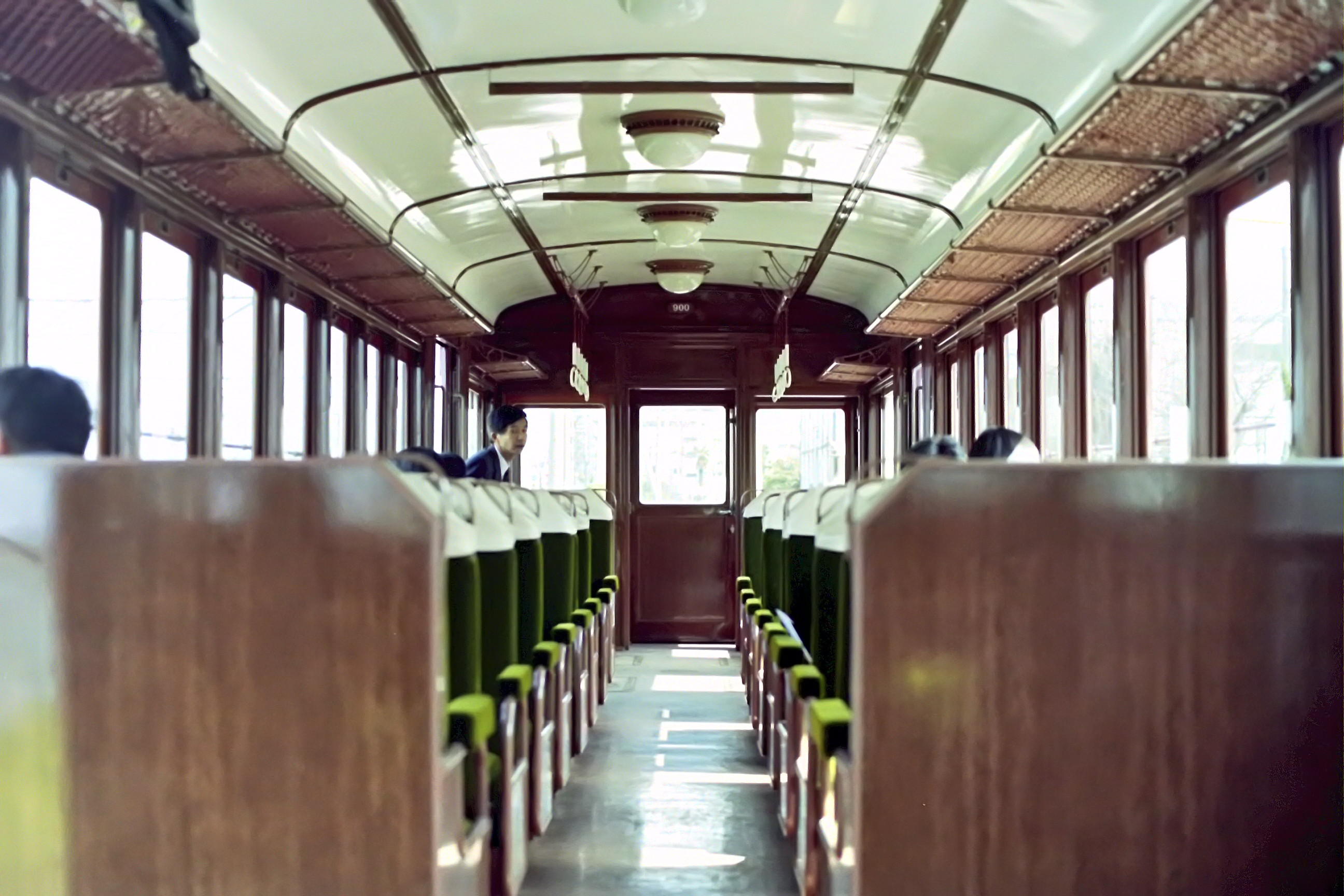
保存車車内

車体は600形より約600mm長く、長さは17,600m、幅は2,740mmとなった。定員130名の2扉クロスシート車となり、大型車初の2扉車となった。運転台は両運転台構造で、客室と乗務員室の間に引き戸付きの仕切りを設け、側面には専用の乗務員扉を設けた。車体は全鋼製を採用、構体の構造見直しと従来の3扉から2扉への変更により軽量化が図られた。
新京阪のP-6など初期の鋼製車両は、頑丈な魚腹台枠を土台に全荷重を負担する構造であり、火災に対して安全ではあるものの、必然的に車体重量が増加する不利点があった。900形ではこれを見直し、不要な梁を省略した形鋼通し台枠を採用、構体として強度を負担させる構造とした。側扉は最も応力の集中する車体中央部を廃止した2扉となり、前後の扉も応力の最も少ない位置付近に配置された。内装にも軽合金が使用され、車重は25.7tと軽くなり、大幅な軽量化に成功、単位当たりの重量も600形の約96%に収まったと記録されている。
車内は転換クロスシートを採用して、扉間に12脚設けた。扉間の両端は固定クロスシート、車端部はロングシートである。
腰の高い2扉車体、フリーストップの1段下降窓、切り抜き文字による車両番号の貫通扉への配置、マルーンの塗装と車内の木目塗装と、その後の阪急の車両にも採用されるスタイルを確立した。

### 主要機器
主電動機は当時の電車用では最大級の150kW（750V）で、芝浦製作所製SE-140Aを1両に2基装備、制御器は同じく芝浦製の電空カム軸式複式制御器であるRPC-52を搭載した。ブレーキは当初AVR制御管式自動空気ブレーキを搭載したが、後にM三動弁を使用するAMM自動空気ブレーキ に換装された。
台車は汽車製造会社製のボールドウィン形台車で、大型モーター搭載のためにホイールベースが2,300mmに拡大されたL-17を履いた。集電装置は日立製の大型パンタグラフを採用、K-2-14400-Aを大阪側に1基搭載した。
軽量車体と高出力電動機を組み合わせることで、100km/hを超える高速運転が可能となり、名実ともに「快速阪急」の象徴となった。

## 戦前の運用
主に2両編成で特急に使用されたが、時には単行で普通運用にも充当されていた。
1930年4月1日に900形による特急の運転を開始し、阪神間を西宮北口駅のみ停車して梅田-神戸（上筒井）間を30分で結んだ。1932年10月には阪神間の所要時間を28分に短縮し、1930年と1932年には本形式と同じ台車や電装品を使って800形の電装改造を実施、両形式単独で単行から3両編成で運行することで普通列車の速度向上を図ったほか、同時に神戸線に残っていた51形木造車と500形の制御車である700形を全車宝塚線に転出させて更なるスピードアップの基礎を作った。
1934年5月には900-904の5両に対して、電装解除された800形800-803・806のモーターを取り付けてモーターを4基搭載、出力増強を図るとともに、この800形を神戸側に連結して2両編成を組むこととなり、特急運用にも充当された。6月には920系が登場して、それまで本形式が中心となっていた特急運用に加わっている。
翌7月から阪神間の特急25分運転が開始され、本形式は920系とともに特急運用に充当された。1936年4月には念願の三宮乗り入れを果たし、路線距離は約3km延びたものの、特急は従前同様の阪神間25分運転を維持した。1937年4月から新京阪線の急行に連絡する特急の十三駅停車を開始したが、このときも阪神間25分運転を維持している。
本形式は特急運転開始以降、主力車両として特急運用に充当され、その高速ぶりが当時の阪急のキャッチコピーであり、現在でも昭和初期の阪急を紹介する際の枕詞に使われることがある、「快速阪急」の象徴として語り継がれることとなった。

## 戦中・戦後初期

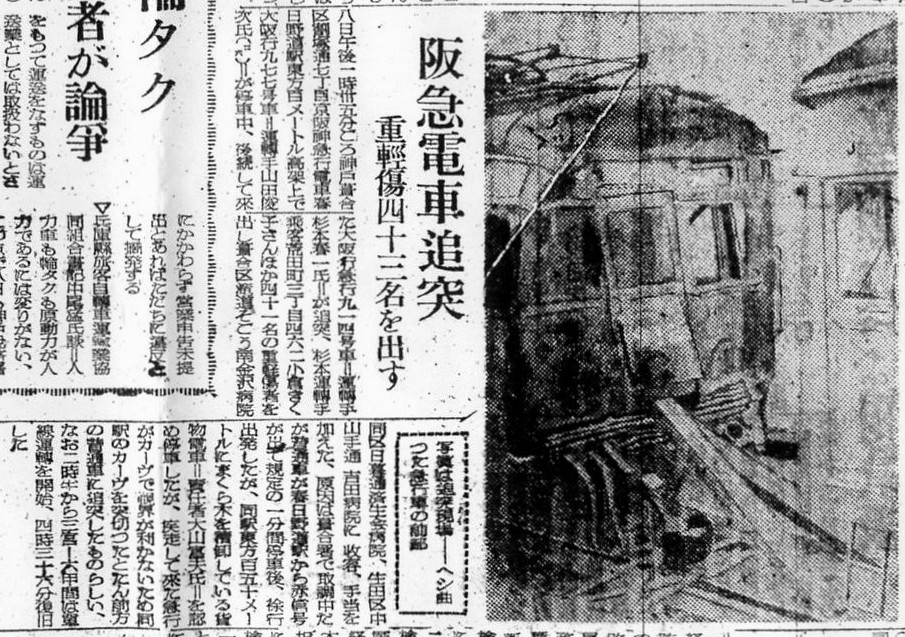
1948年9月8日、春日野道駅付近で追突した914。扇千景がこの事故に巻き込まれた。(神戸新聞より)

日中戦争の激化に伴う乗客増に伴い、転換クロスシートは収容力向上の為撤去されることとなり、1943年12月から1944年5月にかけてクロスシートの撤去改造とロングシート化が実施された。当初はクロスシートを撤去してロングシート化するというものであったが、その後クロスシートを一部残して座席の半減改造を施したものや、ロングシート化の上座席の半減改造を施したものも現れた。特急の運転も1944年12月に休止され、残った急行も戦争末期で空襲が激化した1945年6月に休止された。空襲で905が被災したが、後に復旧している。
戦時中から戦後にかけて、3両編成での運行が常態化したことから、本形式は920系と併結したほか、800形を改番した650形電動車とともに650形の制御車や電装解除された96形を中間に組み込んで運転された。また、4個モーター車の900-904については予備部品確保のために終戦後半年以内の1946年初期までに電装解除され、制御車代用として920系の大阪側に連結された。
電装解除されていた900-904も1947年初期には2個モーターの電動車として復活し、本形式は同年4月1日から再開された神戸線の急行運転に充当された。その後も復興に向けた整備は進められて、1950年までにロングシートながらも座席の整備が行われ、特急も西宮北口・十三両駅停車で1949年4月に運転が再開されたことから、ようやく戦時色を払拭することができた。なお、1951年から1年間前後、919が655の後任として連合軍専用車として運用されている。

## 長編成化と車体更新
1950年ごろの神戸線では3両編成での運行が主体であったが、乗客の増加に伴って徐々に4両編成の運行が増加してゆく。900形のみの4両編成で特急運行に充当されることもあったが、従来同様920系や登場間もない800系の大阪側に連結されて3両編成を組んで走ることも多かった。1951年から開始された600形の車体更新に際しては、従来600〜604が履いていた住友金属工業製鋳鋼台車のKS-33に換装されるとともに、モーターも台車ごとSE-151に換装され、2基搭載した。翌1952年の96の再電装に際してもL-17台車とSE-140モーター4基を供出して、代わりにKS-33台車とSE-151モーターに換装している。このような台車及びモーターの振替を実施した結果、900〜912の13両がKS-33台車を履き、SE-151モーターを2基搭載することとなった。
1953年4月のダイヤ改正で昼間時の特急が10分間隔に、特急全列車が4両編成運転となった。この時期の本形式は特急運用への充当機会が減少し、3両編成で走ることの多かった普通運用によく充当されたほか、今津線や伊丹線といった神戸線の支線区にも入線している。
909の事故修復を機会に、1954年から車体更新が施工されることとなった。ウインドシルが2段の帯から平帯となり、車体腰部のリベットがなくなった。前面貫通路には幌枠、屋根周りには雨樋が取り付けられた。909の屋根は全面ビニール張りとなり、戦災復旧車の905は屋根部分を除いてリベットレスとなった。併せて、900〜909の神戸側運転台が撤去されて片運転台化されている。更新工事は1958年までに完了したが、その途上で1200系製造に伴う主要機器振り替えにより、900〜914はKS-33台車とSE-151電動機（170kW×2）搭載となった。
更新終了の頃、900-913で弱界磁を通常の60%から40%に弱めての高速運転試験が実施されたほか、914を使用して地上パターン方式による自動列車停止装置の試験を行い高精度の結果が出るなど、技術開発にも活用された。
1959年11月から神戸線の特急・急行運用の一部が5両編成化されると、本形式は920系及び800系の2両編成を2組併結した4両編成の大阪側に連結されて、再び優等列車運用の先頭に立った。ただし、正面非貫通の805-855及び806-856の編成については両編成の背中合わせに連結された920系の中間に組み込まれて、2+1+2の5両編成を組成した。1961年 1月には宝塚線の5両編成運行の拡大に伴い、910以降の両運転台車グループのうち、917〜919の3両が920系4両編成×3本とともに宝塚線に転出し、翌1962年1月には915・916の2両が920系2両編成×2本と宝塚線に転出、増結用として使用された。本形式のこのときの連結位置は神戸線とは異なり、宝塚側に連結されている。この時の宝塚線運用は、宝塚線の6両編成運行が拡大したことから920系と引き換えに神戸線に転出することとなり、1962年12月に915〜917の3両が、1963年12月には残る918・919の2両が転出して、3年弱の短期で一旦終了することとなった。
また、この時期には900-910と901-911が半永久式密着連結器により固定編成となったほか、902-912と903-913はMc-Tcとなった。

## 晩年
戦後の高度経済成長により大都市近郊の宅地化が進展し、阪急でも1958年に宝塚線で、1962年には神戸線で6両編成の運行を開始した。これに伴って本形式をはじめとした吊り掛け駆動車も6両編成化が進められることとなったが、運転速度の低い宝塚線ではAMMやAMAといった自動空気ブレーキ装置のまま6両編成化を行ったが、神戸線では、運転速度が高いことからブレーキ操作に難があったために乗務員に嫌われてしまい、本格的な6両編成化は、ブレーキ改良まで見送られる事となった。1964年には神戸線の本線運用が全列車5両ないしは6両編成化されたが、900形は単車で走行可能な事もあって、810系・920系2両編成2本の中間に組み込まれて2+1+2の5両編成を組成した。さらなる長編成化に対応するため、ブレーキ装置をHSC電磁直通ブレーキに改造することとなった。900形は運転台が920系に比べて奥行きが若干狭く、運転台艤装を断念して全車中間車扱いとなった。
1960年代後半に予定されていた神宝線の架線電圧600Vから1500Vへの昇圧に際しては、本形式は昇圧対応工事の対象車となり、1969年までに昇圧改造が行われたが、その際910以降の車両については、電装解除の上付随車化された。この改造では電装品の振替も行われ、電動車のパンタグラフが従来の日立K-2-14400-Aから東芝製のものに換装されたほか、モーターも902・903に続いて全車4基に増強されることとなり、900・901・904〜906の5両がSE-151を、907〜909の3両がSE-140を搭載することとなった。また、付随車の台車が全車L-17に換装された。
改造後の本形式は、920系や800系の中間車として引き続いて神戸・宝塚両本線で使用された。暫くは6～7両編成で使用されていたが、1971年に7両編成の編成変更が実施され、この時余剰となった915～918の4両は休車となり平井車庫に留置された。一方、宝塚線に転入した編成では8両編成を組んで、次々と登場する新型車とともに神戸線では普通運用を中心に、宝塚線では急行から普通まで幅広く運用された。
1970年代中頃になると、本形式を含めた旧型車の優等列車運用は減少して普通運用が主体となり、1977年春には、登場以来走り続けた神戸線での運用を終了した。そして本形式も製造後45年以上経過して老朽化が進行していたことから、6000系の増備に伴って代替されることとなった。
廃車は1977年4月より開始され、1978年3月に全廃となった。

## 900の復元

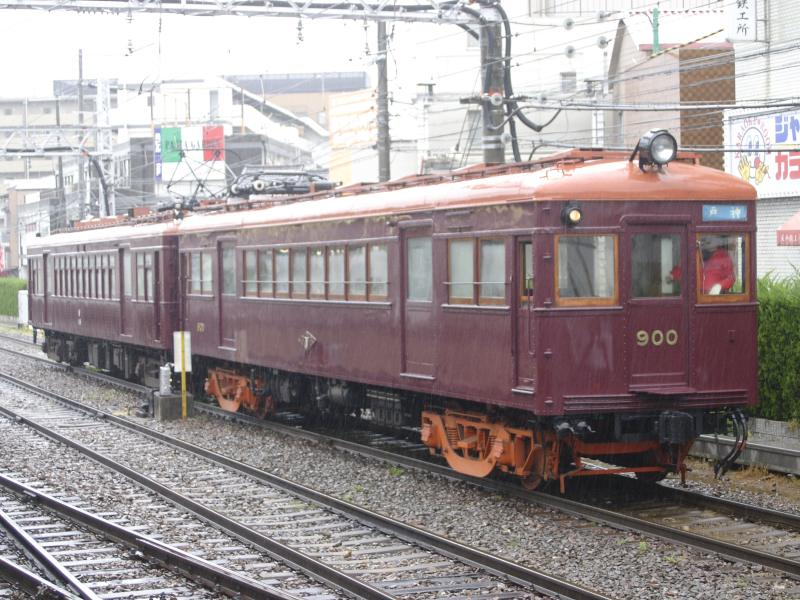
116と併結運転される900　正雀駅にて

本形式は戦前の阪急を代表する車両であることから、トップナンバーである900のみ廃車後も解体されずに正雀工場において保管されていた。しばらくは廃車時の状態を保っていたが、1984年に簡単な整備が行われ、前部標識灯の取り付けやウインドシルの2段化、再塗装などが行われた。しかし、貫通扉が設置されていないなど、中途半端な状態であった。
その後、阪急の創業80周年を翌年に控えた1987年に、技術遺産として新造時の状態に復元されることになり、翌1988年に完成した。台車はKS-33から製造当初のL-17に交換され、登場時の朱色に塗装された。パンタグラフは東芝製のものから日立K-2-14400-Aへと登場時のものに換装されたほか、床下機器の一部を能勢電鉄より譲り受けた600V時代のものに交換、ウインドシルも、能勢電鉄320形のものを参考に新たに製造されたものと交換した。後部標識灯は車掌台側のみ取り付けられ、運転台側にあった行先方向幕が復活した。屋根も絶縁布が剥がされて鋼板屋根となって鉛丹ペイントが塗装された。車両番号表記・社紋は、車体中央から運転台と乗降扉の間に移され、切り抜き文字の上から白色ペイントされていたのが剥離されて磨き出しとなり、社紋も阪神急行電鉄時代のものに取り替えられた。アンチクライマーは廃車した800系から流用している。転換クロスシートは2800系より流用している。
900は復元後も正雀工場にて静態保存され、イベント時には先に復元された100形116や、宝塚ファミリーランドから引き揚げてきた1形1や10形10とともに一般公開された。その後、、2000年頃に足回りが整備され、電装品が架線電圧600V仕様であるため自走は不可能ながらも線路上の走行が可能となったため、イベント時には116と併結して乗車会も行われている。